# Jozef Miloslav Hurban
Jozef Miloslav Hurban, né le 19 mars 1817 à Beckov en Haute-Hongrie dans l'empire d'Autriche, aujourd'hui en Slovaquie, mort le 21 février 1888  à Hlboké, royaume de Hongrie, Autriche-Hongrie, aujourd'hui en Slovaquie, est un chef de file du Conseil national slovaque et du soulèvement slovaque de 1848/1849.

## Biographie
Il fut écrivain, journaliste, politicien, organisateur de la vie culturelle slovaque et pasteur protestant. Il écrivit sous les pseudonymes de Slavomil F. Kořennatý, Ľudovít Pavlovič, M. z Bohuslavíc, M. Selovský. Il a d'abord été un partisan de Ján Kollár, mais plus tard, se tourna vers Ľudovít Štúr.
La ville de Hurbanovo (Ógyalla en hongrois) dans le Sud de la Slovaquie et l'astéroïde (3730) Hurban ont été nommés d'après lui.